# Horvatova kuščarica
Horvatova, velebitska ali gorska kuščarica (znanstveno ime Iberolacerta horvathi) je plazilec iz družine kuščaric (Lacertidae). Do pred kratkim je bila uvrščena v rod Lacerta skupaj s pozidno kuščarico (Lacerta muralis), kateri je na pogled tudi podobna, martinčkom (Lacerta agilis) in drugimi bolj znanimi kuščaricami, danes pa jo uvrščamo v ločen rod Iberolacerta. Zraste do 18 cm.

## Opis
Glava in trup sta sploščena. Hrbet je siv ali rjavkast s pikami in lisami. Ob vsaki strani trupa je temna senčna proga. Po trebuhu je pretežno bela za razliko od pozidne kuščarice, ki ji je na prvi pogled zelo podobna, vendar ima na trebuhu po navadi temne pike. Med nadočesnimi in trepalničnimi ploščicami ležijo majhne trepalnične luske. Gobčna in mednosnična ploščica se dotikata. Na vsaki strani je ena sama nadnosnična ploščica, ki je zadaj podaljšana in se dotika obuzdne ploščice, kar je značilno samo za to vrsto.
Na stegnih ima več kot 14 femoralnih por (spremenjene kožne žleze).
Prehranjuje se z manjšimi žuželkami, v višjih legah območja razširjenosti je verjetno živorodna.

## Bivališče
Živi v vlažnih, slabo poraščenih skalnatih območjih,bukovih in iglastih gozdovih, pa tudi nad gozdno mejo do 2000 m nadmorske višine. Njen areal so gorati predeli zahodne Slovenije, južne Avstrije, severovzhodne Italije in zahodne Hrvaške. To območje razširjenosti, veliko okoli 2000 km2, je verjetno ostanek (relikt) veliko širšega areala med zadnjo ledeno dobo. Danes je populacija fragmentirana na več manjših, ki jih ločujejo nižine, in so vsaka zase ranljive, kljub temu da je lahko lokalna gostota osebkov velika. Zato je horvatova kuščarica na Rdečem seznamu IUCN kot potencialno ogrožena vrsta in zaščitena tudi na ravni držav, kjer živi.
V Sloveniji je omejena na višje ležeče predele Julijskih Alp, Trnovskega gozda in Snežnika. Po Uredbi o zavarovanih prosto živečih živalskih vrst je horvatova kuščarica na seznamu vrst, katerih habitate se varuje.